# Las guerreras K-pop
Las guerreras K-pop (título original en inglés: KPop Demon Hunters) es una película estadounidense de animación musical de fantasía urbana de 2025 producida por Sony Pictures Animation y estrenada por Netflix. Fue dirigida por Maggie Kang y Chris Appelhans a partir de un guion que coescribieron con el equipo de guionistas de Danya Jimenez y Hannah McMechan, basado en una historia concebida por Kang. La película cuenta con las voces de Arden Cho, Ahn Hyo-seop, May Hong, Ji-young Yoo, Yunjin Kim, Daniel Dae Kim, Ken Jeong y Lee Byung-hun. Sigue a un grupo femenino de K-pop, Huntr/x, que lleva una doble vida como cazadoras de demonios; se enfrentan a una banda rival de chicos, los Saja Boys, cuyos miembros son demonios en secreto.
La película se estrenó el 20 de junio de 2025 y recibió críticas mayormente favorables.

## Argumento
Durante miles de años, los demonios se dedicaron a atacar a los humanos y robar sus almas para alimentar al Rey Demonio Gwi-Ma, hasta la aparición de un trío de guerreras cuyo poder provenía del canto de sus voces. Ellas derrotaron a los demonios y los encerraron debajo de una barrera llamada Honmoon para exiliarlos fuera del mundo humano. Este legado fue heredado de generación en generación de cazadoras de demonios, quienes utilizaron sus voces para mantener el Honmoon, y crear la Honmoon dorada, que puede sellar eternamente a los demonios fuera del mundo  humano. La actual generación de cazadoras, compuesta por Rumi, Mira y Zoey, conforman la famosa banda de K-pop Huntr/x, que lidera las listas de popularidad y ventas en Corea del Sur. El grupo es asesorada por Celine, una ex-cazadora de demonios que adoptó a Rumi después del fallecimiento de sus padres. Debido a que el padre de Rumi era un demonio, heredó de éste sus marcas demoníacas, las cuales tuvo que ocultar toda su vida por imposición de Celine.
Después de derrotar a los demonios y finalizar su gira mundial, Huntr/x se prepara para lanzar «Golden», su nuevo sencillo con el que las cantantes pretenden contar sus historias. Realizan ensayos hasta que Rumi comienza a perder la voz. Se revela que ella es parte demonio. En el pasado, Celine le dice que al derrotar a todos los demonios creará el Golden Hoonmoon, que sellará a los demonios para siempre y que podría eliminar sus marcas demoníacas.
Mientras tanto, en el reino demonio, Gwi-Ma estaba furioso por los constantes fracasos de sus lacayos y como muestra su enojo, devora delante de sus súbditos a la última demonio que falló en matar a las Huntrix. En medio del enojo de Gwi-Ma, un demonio llamado Jinu le propone a su majestad un nuevo plan que consistía en formar una banda de demonios disfrazados de jóvenes cantantes de K-pop, y que secretamente puedan extraer las almas de los fanáticos. Durante una pelea con los Saja Boys y Huntr/x, Jinu le oculta a Rumi sus marcas de Mira y Zoey, y más tarde les presenta como animales espirituales a Derpy un tigre azul que traspasa materia y a Sussie un cuervo con tres ojos de lado. 
En los Premios Idol, los Saja Boys no aparecen, y Huntr/x interpreta "Golden" para promover la unidad por encima del odio. Sin embargo, demonios que trabajan para Jinu se disfrazan de Mira y Zoey y engañan a Rumi revelando sus marcas demoníacas al interpretar "Takedown", lo que ocasiona que las Mira y Zoey reales se sientan traicionadas al descubrir su herencia y su complicidad con Jinu. Rumi confronta a Jinu por engañarla, y él admite haber mentido sobre su pasado.
Gwi-Ma infunde un trance sobre Mira, Zoey y el público, atrayéndolos a la actuación final de los Saja Boys, diseñada para destrozar a Honmoon y liberarlo. Rumi se reúne con Celine y le pide que se quite la vida. Celine se niega y se ofrece a ocultar lo sucedido, pero Rumi se enoja con Celine por no haberla amado del todo.Finalmente admite que se alegrará de ver la Honmoon conocida destruida.
Rumi interrumpe la actuación de los Saja Boys con una nueva canción que aborda la vergüenza y el miedo, rompiendo el trance ocasionado por Gwi-Ma. Reunidos, Huntr/x contraataca y libera a la multitud. Jinu arrepentido se sacrifica para salvar a Rumi de Gwi-Ma, transfiriéndole su alma restaurada. Huntr/x, fortalecido, derrota a Gwi-Ma y a los Saja Boys, sellando finalmente a los demonios y creando un nuevo Honmoon.
Después, Rumi, ya no avergonzada de sus marcas, se reconcilia con Mira y Zoey, y luego se reúnen con sus fans en público.

## Producción

### Desarrollo
En marzo de 2021, se anunció que Sony Pictures Animation estaba desarrollando una película con el título provisorio de K-Pop: Demon Hunters. Maggie Kang y Chris Appelhans serían los directores, Hannah McMechan y Danya Jimenez escribirían el guion, y Aron Warner y Michelle LM Wong se desempeñarían como productores. Helen Chen y Ami Thompson también fueron anunciadas como diseñadoras de producción y directoras de arte, respectivamente.
La idea del proyecto fue concebida por Kang, quien quería hacer una película "ambientada en la cultura coreana"; ella "se adentró en la mitología y la demonología para algo que pudiera ser visualmente único" en comparación con los "medios convencionales".  También llamó a la película su "carta de amor al K-Pop" y sus "raíces coreanas".  En cuanto al diseño de personajes, Kang destacó su deseo de diferenciarse de las "superhéroes femeninas de Marvel que eran simplemente sexis, geniales y rudas" y, en cambio, tener "chicas que tenían barrigas, eructaban, eran groseras, tontas y divertidas", lo que llevó a la creación de "algo que abarcara todos esos elementos".  También le influyó "la forma en que Bong Joon Ho combina tantos tonos diferentes en sus películas hasta hacerlas parecer muy animadas".  Appelhans se unió al proyecto más tarde, después de que Kang le contara sus ideas iniciales para la película; planeaba tomarse un largo descanso después de haber dirigido Wish Dragon (2021). Afirmó que "siempre quise hacer una película sobre el poder de la música: para unir, traer alegría y construir comunidad".

### Elenco
Se reveló que Ji-young Yoo protagonizaría la película en abril de 2025. El resto del elenco fue anunciado más tarde ese mes.
HUNTR/X
- Rumi - Arden Cho (voz hablada) / EJAE (voz cantada)
- Mira - May Hong (voz hablada) / Audrey Nuna (voz cantada)
- Zoey - Ji-young Yoo (voz hablada) / Rei Ami (voz cantada)[11]

Saja Boys
- Jinu - Ahn Hyo-seop (voz hablada) / Andrew Choi (voz cantada)
- Romance Saja - Joel Kim Booster (voz hablada) / samUIL Lee (voz cantada)
- Mystery Saja - Alan Lee (voz hablada) / Kevin Woo (voz cantada)
- Abby Saja - Sungwon Cho (voz hablada) / Neckwav (voz cantada)
- Baby Saja - Danny Chung (voz hablada y cantada)[11]

Otros personajes
- Bobby - Ken Jeong
- Celine - Yunjin Kim (voz hablada) / Lea Salonga (voz cantada)
- Gwi-ma - Lee Byung-hun
- Sanador Han - Daniel Dae Kim
- Presentadora - Liza Koshy[11]

### Animación
La película fue animada por Sony Pictures Imageworks, con Josh Beveridge como jefe de animación de personajes Appelhans destacó que la inspiración provino de "videos musicales, fotografía editorial, K-dramas, iluminación de conciertos y un toque de anime". Kang explicó que, tras ver las películas Spider-Verse de Sony, que presentan un "estilo híbrido 2D-3D", decidieron "alejarse de cada elemento 2D en nuestra película" y, en su lugar, "tomaron mucha inspiración de los rostros y la apariencia del anime" con el objetivo de crear "una versión CG de ello". Beveridge también resaltó la influencia de la "estética 2D pero con lenguaje tridimensional" y mencionó que querían que la película tuviera un "aspecto gráfico muy audaz". Además, destacó cómo cambiaron los rostros de los personajes para reflejar el tono de la película, como en los "momentos de alto glamour", donde "necesitan sentirse como estrellas del pop en un mundo animado", o en los de "agresividad animada", que tienen "rostros con mucho más trabajo de línea, mucha más angularidad". También mencionó momentos "hiperridículos", que se refirió como "Chibi o demi-Chibi", con "rasgos súper lindos y exagerados".

## Banda sonora
La canciones de la banda sonora de la película fueron escritas por Danny Chung, Ejae, Ido, Jenna Andrews, Kush, Lindgren, Mark Sonnenblick, Stephen Kirk y Vince. Además, fue producido por Lindgren, Ian Eisendrath, 24, Ido, Teddy Park, Dominsuk, Andrews y Kirk. Fue publicado junto con la película el 20 de junio de 2025; la versión de Jeongyeon, Jihyo y Chaeyoung de «Takedown» fue publicado como sencillo principal. «Golden» fue publicado como el segundo sencillo el 4 de julio de 2025.
El 12 de agosto de 2025, «Golden» ascendió al puesto No. 1 de la lista Billboard Hot 100, siendo la tercera ocasión que una canción de una banda ficticia animada llega al número uno en la principal lista de popularidad estadunidense.

### Rendimiento comercial
En Estados Unidos, la banda sonora debutó en la posición número ocho del Billboard 200 en la semana del 5 de julio de 2025. Registró 31 000 unidades equivalentes a álbum, de las cuales 3000 fueron ventas puras. El álbum también debutó en la mayor posición del Top Soundtracks, convirtiéndose en la primera banda sonora de un programa de Netflix que lidera la lista en más de dos años desde la banda sonora de la cuarta temporada de la serie Stranger Things.

### Lista de canciones
| Lista de canciones de KPop Demon Hunters (Soundtrack from the Netflix Film) |                                                                                          |                                                                        |                              |          |  |
| N.º                                                                         | Título                                                                                   | Escritor(es)                                                           | Productor(es)                | Duración |  |
| 1.                                                                          | «Takedown» (versión de Twice; interpretado por Jeongyeon, Jihyo y Chaeyoung)             | Lindgren                                                               | Lindgren Ian Eisendrath      | 3:01     |  |
| 2.                                                                          | «How It's Done» (interpretado por Ejae, Audrey Nuna y Rei Ami)                           | Ejae Mark Sonnenblick Danny Chung                                      | 24 Ido Teddy Park Eisendrath | 2:56     |  |
| 3.                                                                          | «Soda Pop» (interpretado por Andrew Choi, Neckwav, Danny Chung, Kevin Woo y Samuil Lee)  | Vince Kush Chung                                                       | 24 Dominsuk Eisendrath       | 2:30     |  |
| 4.                                                                          | «Golden» (interpretado por Ejae, Audrey Nuna y Rei Ami)                                  | Ejae Mark Sonnenblcik                                                  | Ido 24 Park Eisendrath       | 3:14     |  |
| 5.                                                                          | «Strategy» (interpretado por Twice y Megan Thee Stallion)                                | Earattack Boy Matthews Cleo Tighe Lee Woo-hyun                         | Earattack Lee W.             | 2:48     |  |
| 6.                                                                          | «Takedown» (interpretado por Ejae, Audrey Nuna y Rei Ami)                                | Lindgren                                                               | Lindgren Eisendrath          | 3:02     |  |
| 7.                                                                          | «Your Idol» (interpretado por Andrew Choi, Neckwav, Danny Chung, Kevin Woo y Samuil Lee) | Ejae Sonnenblick Vince Kush                                            | 24 Ido Eisendrath            | 3:11     |  |
| 8.                                                                          | «Free» (interpretado por Ejae y Andrew Choi)                                             | Jenna Andrews Stephen Kirk Sonnenblick                                 | Andrews Kirk Eisendrath      | 3:07     |  |
| 9.                                                                          | «What It Sounds Like» (interpretado por Ejae, Audrey Nuna y Rei Ami)                     | Andrews Kirk Sonnenblick                                               | Andrews Kirk Eisendrath      | 4:10     |  |
| 10.                                                                         | «Love, Maybe» (사랑인가 봐?, Saranginga bwaRR; interpretado por MeloMance)               | Kim Min-seok MeloMance                                                 | Jeon Dong-hwan               | 3:05     |  |
| 11.                                                                         | «Path» (오솔길?, OsolgilRR; interpretado por Jokers)                                     | Jang Woon-beom Kang Joon-woo Jo Gap-chui Kim Young-hyeon Lee Soo-young | Kang Jo                      | 3:41     |  |
| 12.                                                                         | «Score Suite»                                                                            | Marcelo Zarvos                                                         |                              | 3:00     |  |
| 37:45                                                                       |                                                                                          |                                                                        |                              |          |  |

### Posicionamiento en listas
| Lista (2025)                        | Mejor posición |
| ----------------------------------- | -------------- |
| Alemania (Offizielle Top 100)       | 1              |
| Australia (ARIA)                    | 1              |
| Austria (Ö3 Austria)                | 2              |
| Bélgica (Ultratop Flandes)          | 1              |
| Bélgica (Ultratop Valonia)          | 5              |
| Canadá (Billboard Canadian Albums)  | 2              |
| Dinamarca (Hitlisten)               | 4              |
| Eslovaquia (ČNS IFPI)               | 4              |
| España (Promusicae)                 | 10             |
| Estados Unidos (Billboard 200)      | 2              |
| Estados Unidos (Top Soundtracks)    | 1              |
| Finlandia (Suomen virallinen lista) | 3              |
| Francia (SNEP)                      | 14             |
| Hungría (MAHASZ)                    | 1              |
| Islandia (Tónlistinn)               | 2              |
| Italia (FIMI)                       | 27             |
| Japón (Japan Hot Albums)            | 5              |
| Japón (Oricon Combined Albums)      | 30             |
| Lituania (AGATA)                    | 5              |
| Nigeria (TurnTable)                 | 25             |
| Noruega (Topplista)                 | 3              |
| Nueva Zelanda (RMNZ)                | 1              |
| Países Bajos (Album Top 100)        | 2              |
| Polonia (ZPAV)                      | 2              |
| Portugal (AFP)                      | 3              |
| Reino Unido (UK Compilation Albums) | 1              |
| Reino Unido (UK Album Downloads)    | 5              |
| República Checa (ČNS IFPI)          | 4              |
| Suecia (Sverigetopplistan)          | 2              |
| Suiza (Schweizer Hitparade)         | 1              |

## Estreno
Cuando se anunció la película por primera vez en marzo de 2021, aún no se había establecido una fecha de estreno. Más tarde, ese mismo mes, se confirmó que la película estaba lista para su estreno en cines. En abril de 2022, se informó que Netflix había registrado una solicitud para la película. En una entrevista con Business Insider, el director ejecutivo de Sony Pictures, Tom Rothman, confirmó que la película llegaría al servicio de streaming en febrero de 2023. En junio de 2024, se anunció que el estreno de la película se pospondría hasta 2025. En abril de 2025, un animador reveló que el estreno tendría lugar en junio, y más tarde ese mes se confirmó la fecha definitiva: 20 de junio de 2025.

## Recepción
En el sitio web Rotten Tomatoes, el 94% de las reseñas de 36 críticos son positivas, mientras que el 89% de la opinión del público son favorables. Metacritic, que utiliza un promedio ponderado, asignó a la película una puntuación de 77 sobre 100, basada en 5 críticos, lo que indica críticas "generalmente favorables". 
Jeff Ewing del sitio web Collider le dio un 8/10 a la película, destacando la actuación de Arden Cho como Rumi y mencionando: "Cabe destacar que este crítico no es alguien que escuche K-Pop muy a menudo, pero si pude encontrar canciones pegadizas y bien producidas". Peter Debrudge de Variety hizo una reseña positiva de la película, alabando la animación pero diciendo que la trama secundaria de la voz de Rumi no aporta mucho a la historia. Toussaint Egan de IGN opinó que la película "sabe cómo abordar temas serios sin tomarse demasiado en serio, lo que, junto con su impresionante valor de producción y emocionantes secuencias de acción, la convierte en una experiencia completamente entretenida". 